# رولاند باريرا
رولاند باريرا (بالإسبانية: Rolando Barrera)‏ (18 أكتوبر 1960 في الأرجنتين - ) هو لاعب كرة قدم أرجنتيني في مركز الهجوم. شارك مع منتخب الأرجنتين تحت 20 سنة لكرة القدم. أما مع النوادي، فقد لعب مع انيستتوتو وريال مايوركا ونادي أتليتيكو كولون ونادي سان لورينزو ونادي نيس ونويفا شيكاجو ونيولز أولد بويز.

## وصلات خارجية
- رولاند باريرا على موقع قاعدة بيانات كرة القدم.إي يو (الإنجليزية)